# Diamphipnoidae
Diamphipnoidae (лат.) — семейство насекомых из отряда веснянок.

## Описание
Крупные веснянки зеленовато-чёрной окраски. Простые глазки имеются. Передние крылья затемнённые зеленые или коричневые. Поперечные жилки коричневые или желтые. Задний край заднего крыла с изгибом. Анальная область задних крыльев имеет желтоватую или красноватую окраску. В основании брюшка имеются остатки 4 пар жабр.
Личинки коренастые тёмно-коричневого или чёрной окраски с зелеными пятнами. Ноги широкие и плоские. Усики и церки длинные.

## Экология
Развитие происходит в малых реках. Личинки питаются растительными остатками, в том числе мертвой древесиной

## Систематика
В мировой фауне 9 видов из 2 родов.
- Diamphipnoa Gerstaecker, 1873
  - Diamphipnoa annulata (Brauer, 1869)
  - Diamphipnoa caicaivilu Vera Sanchez, 2017
  - Diamphipnoa chillanensis Murányi, Gamboa & Vera Sanchez, 2016
  - Diamphipnoa colberti Stark, 2008
  - Diamphipnoa fresiae Vera Sanchez, 2018
  - Diamphipnoa helgae Illies, 1960
- Diamphipnopsis Illies, 1960
  - Diamphipnopsis beschi Illies, 1960
  - Diamphipnopsis oncolensis Vera Sanchez, 2018
  - Diamphipnopsis virescentipennis (Blanchard, 1851)

## Распространение
Встречаются только в Чили и Аргентине от 31 до 51° ю. ш..